# Graffiti (archeologia)

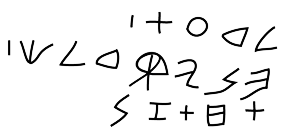
Graffito fenicio della tomba d'Ahiram (necropoli reale di Biblo)

Un graffito è un disegno o un'iscrizione grafica, prevalentemente eseguita attraverso incisione su pietra, metallo, intonaco; generalmente in superfici durevoli.
Fin dall'antichità si usavano strumenti, anche rudimentali, quali scalpelli, chiodi, punteruoli, stiletti o altri utensili simili. Molti esempi di graffiti sono disegni astratti o simbolici, che svolgevano forse un ruolo di comunicazione concettuale prima dell'avvento della scrittura. La parola graffito deriva dal latino "graphium" : scalfittura, che trae la sua etimologia dal greco "graphèin"  che significa: scrivere, disegnare o dipingere.

Graffiti sono già presenti nel paleolitico superiore, come nelle incisioni rupestri della Val Camonica; numerose le testimonianze giunteci dall'antichità, dai fenici (il graffito della tomba d'Ahiram) all'impero romano (il Graffito di Alessameno) mentre, nel periodo paleocristiano e nell'alto Medioevo, graffiti sono presenti anche nelle lapidi funerarie. Il grado di complessità è altamente variabile in dipendenza del tipo di graffito, e può andare da una semplice incisione ad una pittura elaborata dei muri.

## Storia

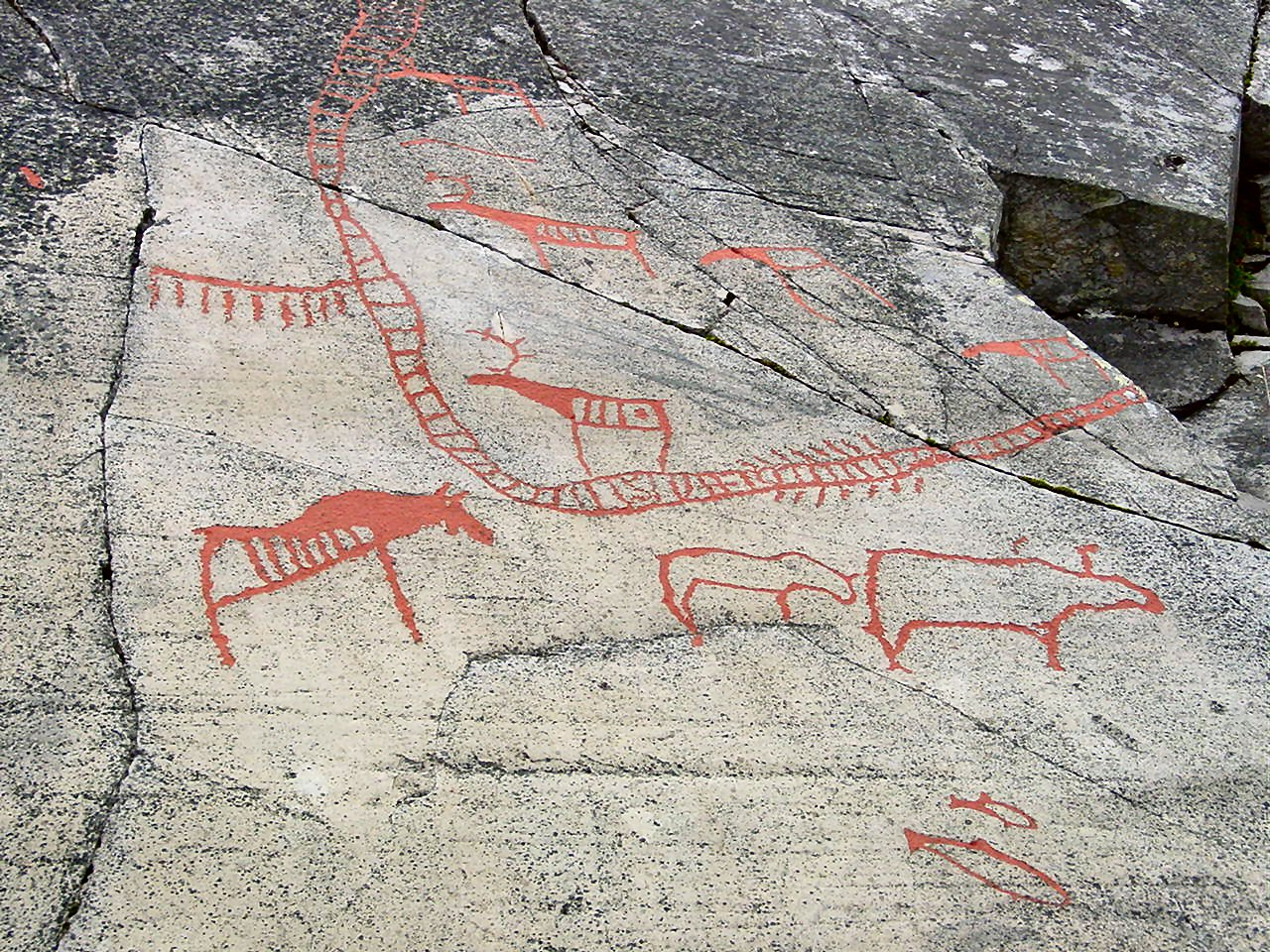
Graffito con un recinto visibile, sito archeologico di Alta, in Norvegia

I graffiti rivestono una grande importanza in archeologia: fanno parte, con i testi epigrafici, delle testimonianze scritte non letterarie e popolari, e spesso ci rivelano aspetti inediti delle società che li hanno prodotti. Data la sua semplicità, la tecnica del graffito è stata praticata fin dall'antichità tracciandone i contorni con uno strumento appuntito. L'esistenza di graffiti nel paleolitico superiore è confermata da una recente scoperta avvenuta in Egitto nel villaggio di Qurta, a circa 640 km a sud del Cairo. Alla stessa epoca appartengono i graffiti della Val Camonica, che costituiscono la collezione più ampia di arte rupestre in Europa mentre i graffiti rupestri di Alta, nella contea di Finnmark, in Norvegia, sono databili tra il 4200 a.C. ed il 500 a.C. Numerosi esempi di graffiti ci sono giunti dall'antichità: nella Valle dei Re in Egitto, nell'Agorà di Atene o nei grandi caravanserragli del mondo arabo. Queste iscrizioni rivestono talvolta un'importanza storica che, lungi dall'essere aneddotica, comprova per esempio che i mercenari Cari hanno servito in Egitto nel VII secolo a.C.. Tra le rovine della città di Efeso sono visibili lungo un sentiero dei graffiti che pubblicizzavano un bordello, illustrando graficamente dove e per quanto denaro si potevano trovare delle professioniste dell'amore.

### I graffiti di Pompei
Su molte mura dell'antica Pompei sono stati riconosciuti graffiti vecchi di due millenni, ben conservati dalla coltre di cenere e lapilli eruttata dal Vesuvio, che costituiscono una fonte importante e preziosa su tutti quegli aspetti di cui gli antichi autori non ci parlano (per esempio: i prezzi di derrate alimentari, di prostitute, del fitto di un negozio; la composizione etnica della popolazione; le lingue parlate e/o conosciute in città; il livello culturale della popolazione e la conoscenza di poeti e delle rispettive opere letterarie; la provenienza di servi e schiavi; l'humour ed il sarcasmo relativamente a fatti contingenti della vita quotidiana; nomi di persone; improperi e bestemmie rivolte a nemici ed oppositori; lodi ed invocazioni amorose rivolte ad amanti o a gladiatori; calcoli e conteggi; disegni infantili o caricaturali di personaggi togati, di gladiatori, di oscenità, di quadrupedi, di navi, di apprestamenti militari, ecc.). Talora i graffiti testimoniano pure di precisi episodi dell'epoca; nella Casa dei Dioscuri c'è un graffito, che si riferisce ad una violenta zuffa tra Pompeiani e Nocerini avvenuta nel 59 d.C. nell'anfiteatro di Pompei durante uno spettacolo di gladiatori, ove si legge:
(CIL IV, 01293)
Tra le rovine di Pompei non mancano graffiti dedicati ai gladiatori:
(CIL IV, 04353)
mentre su una delle colonne del peristilio nella casa del Labirinto sono rappresentati due gladiatori ed i rispettivi graffiti, ove si legge:
(CIL IV, 01422)

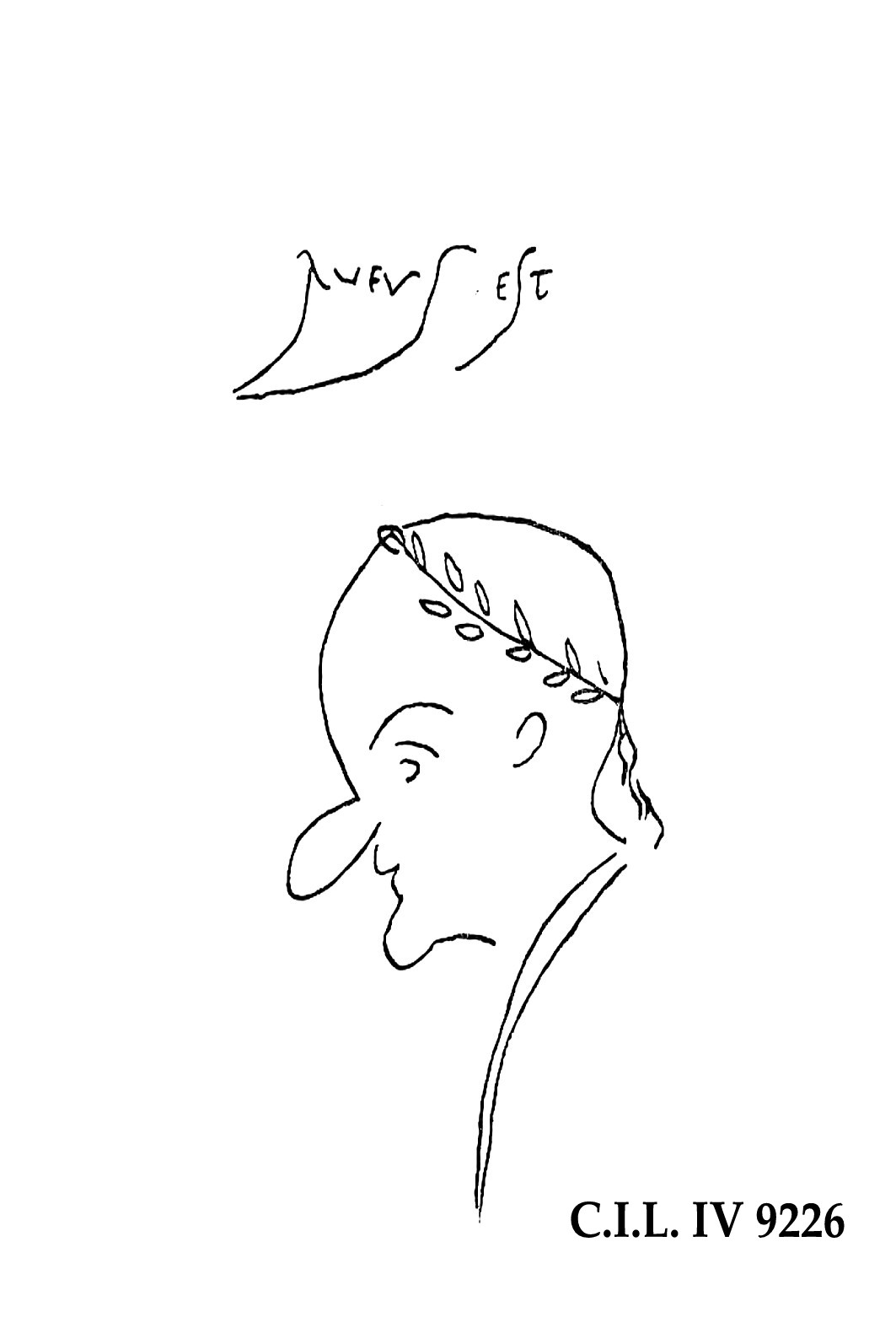
Graffito della parete nord dell'atrio della Villa dei Misteri

Nella casa del Criptoportico un altro graffito raffigura un cane ed un asino, mentre nella parete nord dell'atrio della Villa dei Misteri è visibile il graffito di un uomo che porta in testa una corona d'alloro e la sovrastante scritta: Rufus est.
I ritrovamenti di numerosi oggetti o riproduzioni a sfondo sessuale nel sito archeologico portarono al convincimento che il sesso fosse l'occupazione prevalente degli abitanti di Pompei, convinzione rafforzata dalla definizione del poeta Marziale che la definisce "città prediletta da Venere". Numerosi (circa centoventi) sono i graffiti scoperti nelle cellae meretriciae del lupanare prossimo alle Terme Stabiane, nei quali sono illustrati o descritti molti aspetti della prostituzione a Pompei.
In un'altra iscrizione c'è il riferimento ad una bella e raffinata mima nocerina, Novellia Primigenia, che ammaliò parecchi cuori inebriandone i sensi:
(CIL IV, 10241)

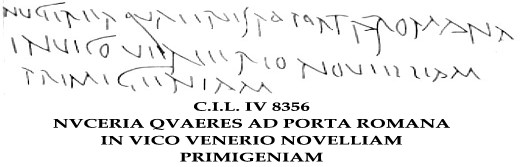
Iscrizione riferita a Novellia Primigenia

Della bella nocerina, dotata di fascino e sensualità, si parla anche in un altro graffito: 
(CIL IV, 08356)
Nei graffiti pompeiani lo stile differisce dal latino erudito di Cicerone; essi potevano riguardare annunci elettorali, messaggi di sostenitori di sportivi o gladiatori, messaggi a contenuto personale, politico, religioso, erotico o pornografico, ecc. La loro semplicità fornisce un interessante spaccato sulla vita dell'epoca e riassume i desideri, gli interessi, la vita sessuale e vari aspetti della vita quotidiana. Avere la possibilità di vedere le parole di un individuo comune, che altrimenti sarebbe totalmente dimenticato, costituisce uno dei richiami di Pompei.

Questi graffiti sono redatti generalmente in latino volgare e forniscono numerose notizie ai linguisti come il livello di alfabetizzazione della popolazione, perché in questi testi sono presenti errori di ortografia o di grammatica. È proprio grazie alla presenza di questi errori che questi testi forniscono degli indizi sul modo in cui il latino era pronunciato dai suoi locutori.

### Altre testimonianze

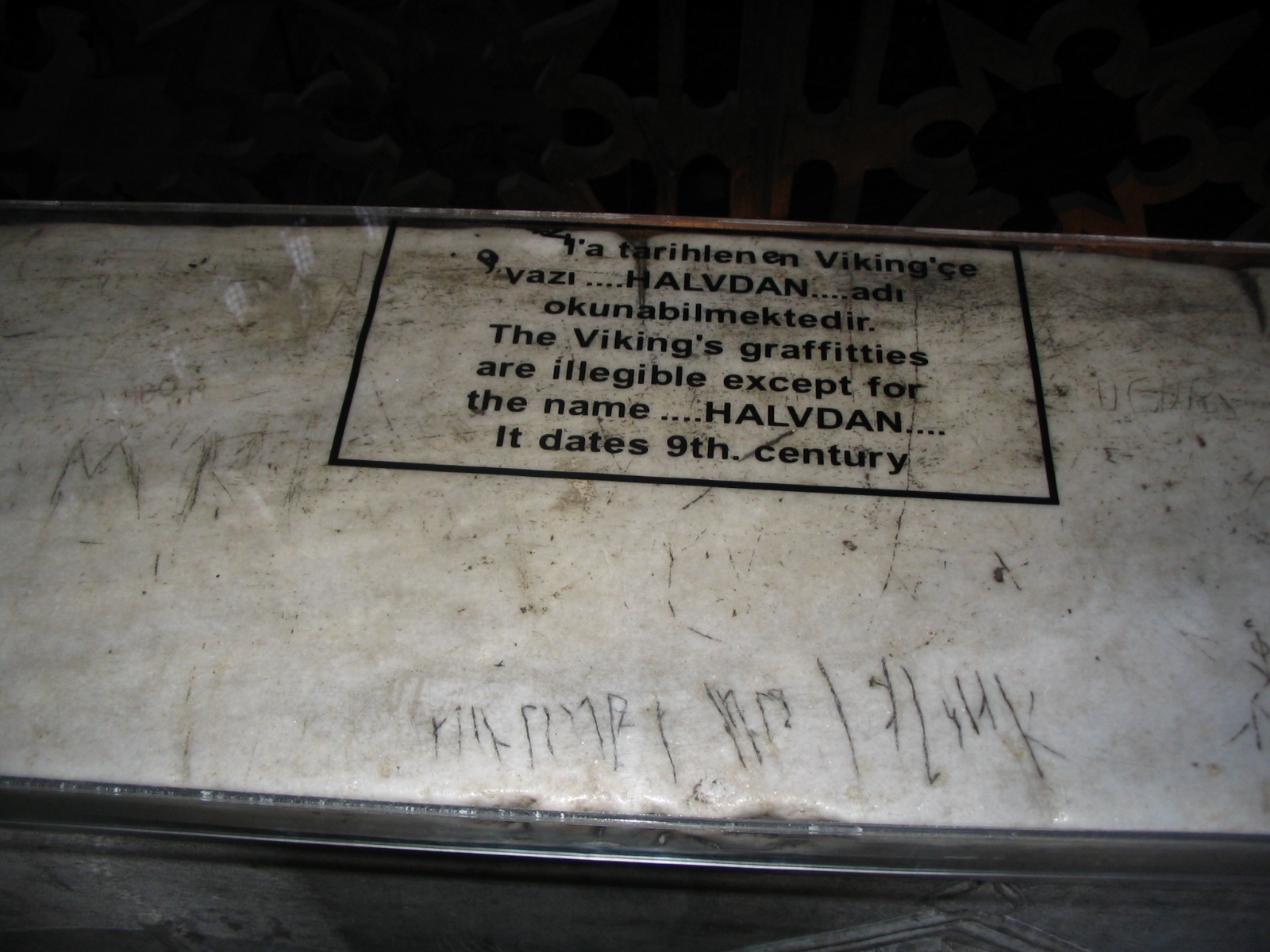
Graffiti runici nella basilica di Santa Sofia

Si sa di numerosi altri esempi di graffiti antichi: graffiti maya a Tikal (in Guatemala), graffiti vichinghi nel sito archeologico di Newgrange, in Irlanda, scrittura runica, probabilmente incisa da membri della guardia variaga, nella basilica di Santa Sofia a Istanbul, in Turchia e altri ancora.

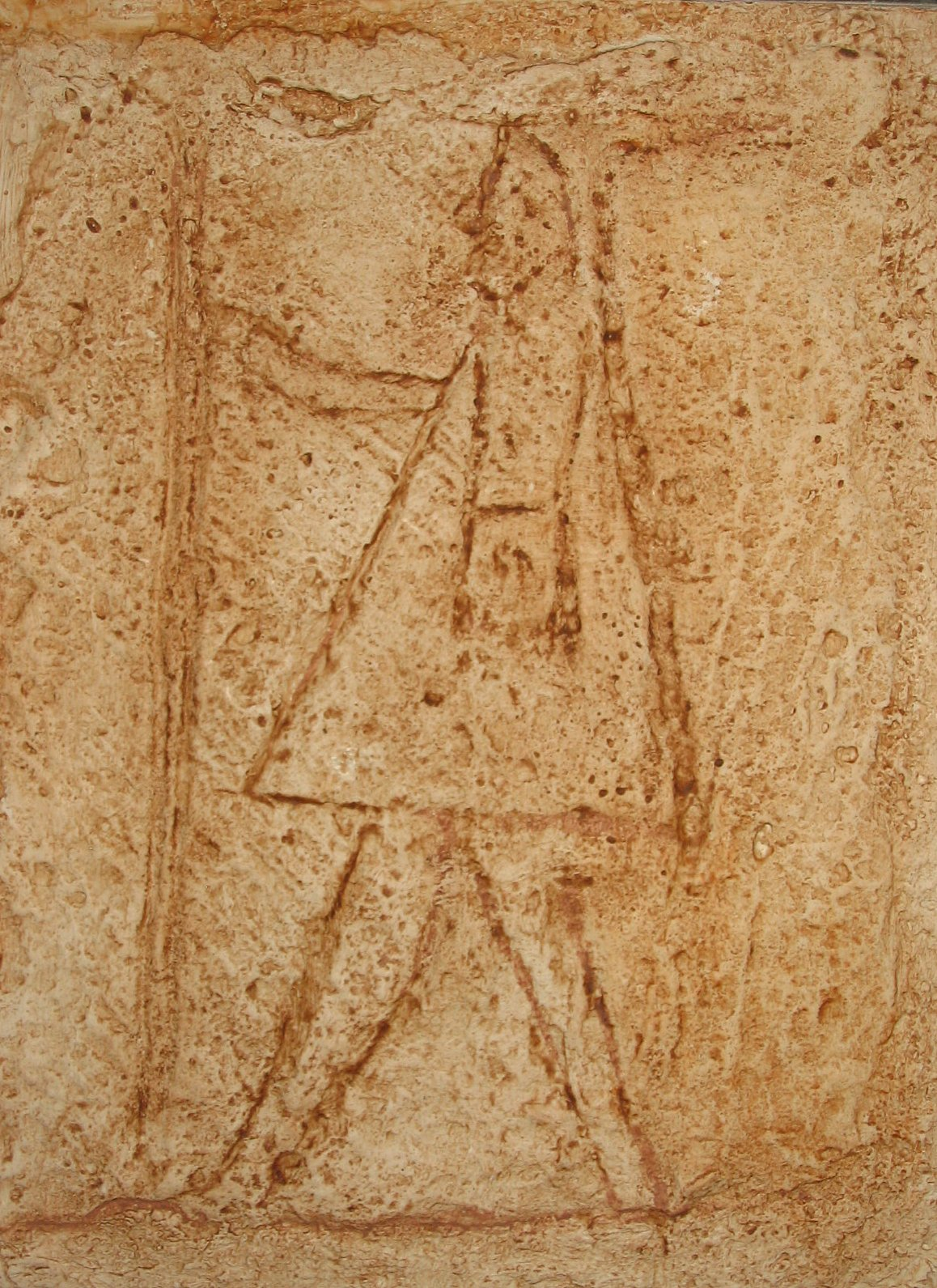
Graffito di un pellegrino (Museo di Marsilly)

Graffiti molto vecchi si trovano spesso nei luoghi riparati dalla luce e dall'umidità, come le celle delle prigioni, le celle monastiche, le caserme, le stive delle barche, le cantine e le catacombe: i graffiti dei primi cristiani, nelle catacombe romane, sono un'importante fonte di documentazione. Ad esempio, la Torre della Lanterna a La Rochelle, in Francia, è ricca di graffiti incisi nella pietra da marinai inglesi, spagnoli ed olandesi che sono stati imprigionati nella torre tra il XVII ed il XIX secolo. Alcuni mobili in legno, siano tavoli e banchi di scuola, siano le porte dei bagni pubblici, sono spesso incisi con iscrizioni.

Numerose chiese romane sono incise con graffiti ricoperti subito dopo da uno strato d'intonaco. La chiesa di Moings ne è un esempio.
Un museo di antichi graffiti è presente a Marsilly; in esso sono visibili copie di graffiti presenti nell'antistante chiesa di San Pietro e dei luoghi circostanti del dipartimento Charente Marittima.

## Graffiti moderni
Nell'era digitale vengono chiamati graffiti anche le iscrizioni aggiunte alle transazioni di Bitcoin.